# När Jeeves är borta
När Jeeves är borta är en roman av P.G. Wodehouse, utgiven i USA 1960 med titeln How Right You Are, Jeeves och i England samma år med titeln Jeeves in the Offing. Den gick först som följetong i Playboy, John Bull och Toronto Star Weekly åren 1959 och 1960. Det är den åttonde romanen om Bertie Wooster och hans betjänt Jeeves. Den översattes till svenska av Birgitta Hammar och utgavs på Albert Bonniers förlag 1961.

## Handling
En bomb slår ned i Bertie Woosters frukostritual i form av en lysningsannons i morgonens Times, i vilken hans och Bobbie Wickhams förlovning förkunnas – en tilldragelse han fram till detta ögonblick varit helt okunning om. Den framstående psykdoktorn sir Roderick Glossop tar anställning som butler under dold identitet hos Berties faster Dahlia Travers för att utröna om en kavaljer till Phyllis Mills, dotter till en av hennes vänner, möjligen inte är fullt tillräknelig. Phyllis styvfar är Aubrey Upjohn, Berties gamla rektor från skoltiden vid Malvern House, som mer än en gång bestraffat honom fysiskt, bland annat för kakstöld.